# Presidente dell'Assemblea dell'Albania
Il presidente dell'Assemblea dell'Albania (in albanese kryetar i Kuvendit të Shqipërisë) è il capo del parlamento albanese il cui mandato coincide con quello dell'Assemblea, è eletto con un voto durante la sessione di apertura. Se il Presidente della Repubblica è temporaneamente assente o incapace di esercitare i propri poteri, il presidente dell'Assemblea assume le funzioni dell'ufficio, come specificato dalla Costituzione. Dopo le prime elezioni multipartitiche tenute dopo il crollo del regime comunista, ci sono stati otto presidenti del Parlamento. A partire dal 30 luglio 2024, il presidente del Parlamento è Elisa Spiropali.

## Elenco
| Presidenti dell'Assemblea |                             |                               |                   |                   |                                                             |
| Nr.                       | Ritratto                    | Nome                          | Mandato           | Mandato           | Partito                                                     |
| 1                         |                             | Xhemal Naipi (1887–1955)      | 29 marzo 1920     | 27 maggio 1920    | Indipendente                                                |
| 1                         | 1 mese e 28 giorni          | Xhemal Naipi (1887–1955)      |                   |                   | Indipendente                                                |
| 2                         |                             | Dhimitër Kacimbra (1875–1950) | 25 settembre 1920 | 15 novembre 1920  | Indipendente                                                |
| 2                         | 1 mese e 21 giorni          | Dhimitër Kacimbra (1875–1950) |                   |                   | Indipendente                                                |
| 3                         |                             | Pandeli Evangjeli (1859–1949) | 9 maggio 1921     | 16 luglio 1921    | Indipendente                                                |
| 3                         | 2 mesi e 7 giorni           | Pandeli Evangjeli (1859–1949) |                   |                   | Indipendente                                                |
| 4                         |                             | Eshref Frashëri (1874–1938)   | 16 luglio 1921    | 30 settembre 1923 | Indipendente                                                |
| 4                         | 2 mesi e 14 giorni          | Eshref Frashëri (1874–1938)   |                   |                   | Indipendente                                                |
| —                         |                             | Eshref Frashëri (1874–1938)   | 21 gennaio 1924   | 17 aprile 1924    | Indipendente                                                |
| —                         | 2 mesi e 27 giorni          | Eshref Frashëri (1874–1938)   |                   |                   | Indipendente                                                |
| 5                         |                             | Petro Poga (1850–1944)        | 17 aprile 1924    | 17 gennaio 1925   | indipendente                                                |
| 5                         | 9 mesi                      | Petro Poga (1850–1944)        |                   |                   | indipendente                                                |
| —                         |                             | Eshref Frashëri (1874–1938)   |                   |                   | Indipendente                                                |
| —                         |                             |                               |                   |                   | Indipendente                                                |
| —                         |                             | Pandeli Evangjeli (1859–1949) | 24 settembre 1925 | 15 settembre 1926 | Indipendente                                                |
| —                         | 9 mesi                      | Pandeli Evangjeli (1859–1949) |                   |                   | Indipendente                                                |
| 6                         |                             | Kostaq Kotta (1889–1949)      | 1926              | 7 giugno 1928     | Indipendente                                                |
| 6                         |                             |                               |                   |                   | Indipendente                                                |
| —                         |                             | Pandeli Evangjeli (1859–1949) | 25 agosto 1928    | 5 marzo 1930      | Indipendente                                                |
| —                         | 11 mesi e 22 giorni         | Pandeli Evangjeli (1859–1949) |                   |                   | Indipendente                                                |
| —                         |                             | Kostaq Kotta (1889–1949)      | 20 ottobre 1930   | 10 febbraio 1937  | Indipendente                                                |
| —                         | 1 anno, 6 mesi e 8 giorni   | Kostaq Kotta (1889–1949)      |                   |                   | Indipendente                                                |
| —                         |                             | Pandeli Evangjeli (1859–1949) | 11 febbraio 1937  | 12 aprile 1939    | Indipendente                                                |
| —                         | 6 anni, 3 mesi e 21 giorni  | Pandeli Evangjeli (1859–1949) |                   |                   | Indipendente                                                |
| 7                         |                             | Terenc Toçi (1880–1945)       | 9 aprile 1940     | 23 novembre 1942  | Indipendente                                                |
| 7                         | 2 anni, 2 mesi e 1 giorno   | Terenc Toçi (1880–1945)       |                   |                   | Indipendente                                                |
| 8                         |                             | Ernest Koliqi (1903–1975)     | 23 novembre 1942  | 16 maggio 1943    | Indipendente                                                |
| 8                         | 2 anni, 7 mesi e 14 giorni  | Ernest Koliqi (1903–1975)     |                   |                   | Indipendente                                                |
| 9                         |                             | Fejzi Alizoti (1874–1938)     | 16 maggio 1943    | 4 agosto 1943     | Indipendente                                                |
| 9                         | 5 mesi e 23 giorni          | Fejzi Alizoti (1874–1938)     |                   |                   | Indipendente                                                |
| 10                        |                             | Lef Nosi (1877–1946)          | 18 ottobre 1943   | 25 ottobre 1943   | Indipendente                                                |
| 10                        | 2 mesi e 19 giorni          | Lef Nosi (1877–1946)          |                   |                   | Indipendente                                                |
| 11                        |                             | Idhomen Kosturi (1874–1938)   | 26 ottobre 1943   | 5 novembre 1943   | Indipendente                                                |
| 11                        | 7 giorni                    | Idhomen Kosturi (1874–1938)   |                   |                   | Indipendente                                                |
| 12                        |                             | Mihal Zallari (1894–1976)     | 9 novembre 1943   | 14 settembre 1944 | Indipendente                                                |
| 12                        | 10 giorni                   | Mihal Zallari (1894–1976)     |                   |                   | Indipendente                                                |
| 13                        |                             | Tuk Jakova (1914–1959)        | 10 gennaio 1946   | 20 marzo 1946     | Partito Comunista                                           |
| 13                        | 10 mesi e 5 giorni          | Tuk Jakova (1914–1959)        |                   |                   | Partito Comunista                                           |
| 14                        |                             | Ymer Dishnica (1912–1998)     | 25 marzo 1946     | 12 July 1947      | Partito Comunista                                           |
| 14                        | 2 mesi e 10 giorni          | Ymer Dishnica (1912–1998)     |                   |                   | Partito Comunista                                           |
| 15                        |                             | Manush Myftiu (1919–1997)     | 12 luglio 1947    | 28 giugno 1950    | Partito Comunista rinominato nel 1948 in Partito del Lavoro |
| 15                        | 1 anno, 3 mesi e 17 giorni  | Manush Myftiu (1919–1997)     |                   |                   | Partito Comunista rinominato nel 1948 in Partito del Lavoro |
| 16                        |                             | Teodor Heba (1914–2001)       | 28 giugno 1950    | 6 giugno 1951     | Partito Comunista                                           |
| 16                        | 2 anni, 11 mesi e 16 giorni | Teodor Heba (1914–2001)       |                   |                   | Partito Comunista                                           |
| 17                        |                             | Mihal Prifti (1918–1986)      | 6 giugno 1951     | 19 luglio 1954    | Partito Comunista                                           |
| 17                        | 11 mesi e 9 giorni          | Mihal Prifti (1918–1986)      |                   |                   | Partito Comunista                                           |
| 18                        |                             | Gogo Nushi (1913–1970)        | 19 luglio 1954    | 14 novembre 1956  | Partito Comunista                                           |
| 18                        | 3 anni, 1 mese e 13 giorni  | Gogo Nushi (1913–1970)        |                   |                   | Partito Comunista                                           |
| 19                        |                             | Rita Marko (1920–2018)        | 14 novembre 1956  | 21 giugno 1958    | Partito Comunista                                           |
| 19                        | 2 anni, 3 mesi e 26 giorni  | Rita Marko (1920–2018)        |                   |                   | Partito Comunista                                           |
| 20                        |                             | Medar Shtylla (1907–1963)     | 21 giugno 1958    | 20 dicembre 1963  | Partito Comunista                                           |
| 20                        | 1 anno, 7 mesi e 7 giorni   | Medar Shtylla (1907–1963)     |                   |                   | Partito Comunista                                           |
| 21                        |                             | Lefter Goga (1921–1997)       | 20 novembre 1964  | 10 settembre 1966 | Partito Comunista                                           |
| 21                        | 1 anno, 9 mesi e 21 giorni  | Lefter Goga (1921–1997)       |                   |                   | Partito Comunista                                           |
| 22                        |                             | Abdyl Këllezi (1919–1977)     | 10 settembre 1966 | 13 gennaio 1969   | Partito Comunista                                           |
| 22                        | 2 anni, 4 mesi e 3 giorni   | Abdyl Këllezi (1919–1977)     |                   |                   | Partito Comunista                                           |
| 23                        |                             | Behar Shtylla (1918–1994)     | 13 gennaio 1969   | 20 novembre 1970  | Partito Comunista                                           |
| 23                        | 1 anno, 10 mesi e 7 giorni  | Behar Shtylla (1918–1994)     |                   |                   | Partito Comunista                                           |
| 24                        |                             | Fadil Paçrami (1922–2008)     | 20 novembre 1970  | 25 settembre 1973 | Partito Comunista                                           |
| 24                        | 2 anni, 10 mesi e 5 giorni  | Fadil Paçrami (1922–2008)     |                   |                   | Partito Comunista                                           |
| 25                        |                             | Iljaz Reka (1924–1975)        | 25 settembre 1973 | 27 dicembre 1975  | Partito Comunista                                           |
| 25                        | 2 anni, 3 mesi e 2 giorni   | Iljaz Reka (1924–1975)        |                   |                   | Partito Comunista                                           |
| 26                        |                             | Ali Manaj (1937)              | 11 febbraio 1976  | 25 dicembre 1978  | Partito Comunista                                           |
| 26                        | 2 anni, 10 mesi e 14 giorni | Ali Manaj (1937)              |                   |                   | Partito Comunista                                           |
| 27                        |                             | Simon Stefani (1929–2000)     | 25 dicembre 1978  | 22 novembre 1982  | Partito Comunista                                           |
| 27                        | 3 anni, 10 mesi e 28 giorni | Simon Stefani (1929–2000)     |                   |                   | Partito Comunista                                           |
| 28                        |                             | Pali Miska (1931-2008)        | 22 novembre 1982  | 19 febbraio 1987  | Partito Comunista                                           |
| 28                        | 4 anni, 2 mesi e 28 giorni  | Pali Miska (1931-2008)        |                   |                   | Partito Comunista                                           |
| 29                        |                             | Petro Dode (1924)             | 19 febbraio 1987  | 15 aprile 1991    | Partito Comunista                                           |
| 29                        | 4 anni, 1 mese e 27 giorni  | Petro Dode (1924)             |                   |                   | Partito Comunista                                           |
| 30                        |                             | Kastriot Islami (1952)        | 17 aprile 1991    | 6 aprile 1992     | Partito Socialista                                          |
| 30                        | 11 mesi e 20 giorni         | Kastriot Islami (1952)        |                   |                   | Partito Socialista                                          |
| 31                        |                             | Pjetër Arbnori (1935–2006)    | 6 aprile 1992     | 24 luglio 1997    | Partito Democratico                                         |
| 31                        | 5 anni, 3 mesi e 18 giorni  | Pjetër Arbnori (1935–2006)    |                   |                   | Partito Democratico                                         |
| 32                        |                             | Skënder Gjinushi (1949)       | 24 luglio 1997    | 4 settembre 2001  | Partito Social Democratico                                  |
| 32                        | 4 anni, 1 mese e 11 giorni  | Skënder Gjinushi (1949)       |                   |                   | Partito Social Democratico                                  |
| 33                        |                             | Namik Dokle (1946)            | 4 settembre 2001  | 30 aprile 2002    | Partito Socialista                                          |
| 33                        | 7 mesi e 26 giorni          | Namik Dokle (1946)            |                   |                   | Partito Socialista                                          |
| 34                        |                             | Servet Pëllumbi (1936)        | 30 aprile 2002    | 3 settembre 2005  | Partito Socialista                                          |
| 34                        | 3 anni, 4 mesi e 4 giorni   | Servet Pëllumbi (1936)        |                   |                   | Partito Socialista                                          |
| 35                        |                             | Jozefina Topalli (1963)       | 3 settembre 2005  | 10 settembre 2013 | Partito Democratico                                         |
| 35                        | 8 anni e 7 giorni           | Jozefina Topalli (1963)       |                   |                   | Partito Democratico                                         |
| 36                        |                             | Ilir Meta (1969)              | 10 settembre 2013 | 24 luglio 2017    | Movimento Socialista per l'Integrazione                     |
| 36                        | 3 anni, 10 mesi e 14 giorni | Ilir Meta (1969)              |                   |                   | Movimento Socialista per l'Integrazione                     |
| 37                        |                             | Gramoz Ruçi (1951)            | 9 settembre 2017  | 10 settembre 2021 | Partito Socialista                                          |
| 37                        | 4 anni e 1 giorno           | Gramoz Ruçi (1951)            |                   |                   | Partito Socialista                                          |
| 37                        |                             | Lindita Nikolla (1951)        | 10 settembre 2021 | 30 luglio 2024    | Partito Socialista                                          |
| 37                        | 4 mesi e 19 giorni          | Lindita Nikolla (1951)        |                   |                   | Partito Socialista                                          |
| 38                        |                             | Elisa Spiropali (1983)        | 30 luglio 2024    | in carica         | Partito Socialista                                          |